# Синьялы (Синьяльское сельское поселение)
Синья́лы (чув. Ҫӗньял) — село в Чебоксарском районе Чувашской Республики. Административный центр Синьяльского сельского поселения.

## География
Находится в северной части Чувашии к северо-востоку от районного центра поселка Кугеси, прилегая с юго-востока к территории аэропорта Чебоксары.

## История
Известно с 1858 года как деревня с населением 74 человека. С 1884 года село. В 1897 было учтено 119 жителей, в 1926 – 54 двора, 251 житель, в 1939 – 206 жителей, 1979 – 729. В 2002 году было 412 дворов, 2010 – 439  домохозяйств. В период коллективизации был образован колхоз «Знамя революции», в 2010 году работал СХПК им. Кадыкова. Действующая Петропавловская церковь (1884–1930, с 2009).

## Население
Постоянное население составляло 1440 человек (чуваши 94%) в 2002 году, 1581 в 2010.